# جین آرتور
جین آرتور (به انگلیسی: Jean Arthur)‏(۱۹۹۱–۱۹۰۰) هنرپیشه آمریکایی، با نام تولد گلادیس جرجیانا گرین(به انگلیسی: Gladys Georgianna Greene) بازیگر اهل آمریکا بود.

## زندگی‌نامه
پدرش عکاس بود. در ۱۵ سالگی مدرسه را رها کرد تا مدل شود. در سال ۱۹۲۳ میلادی، برای نخستین بار جلوی دوربین رفت و تا مدتی صرفاً در فیلم‌های کوتاه و وسترن‌های کم هزینه بازی می‌کرد.
در اوایل فیلم‌های ناطق (بخاطر صدای گرفته غیرمعمولی اش) و نیز سال ۱۹۳۲ (بخاطر کار و آموزش در تآتر) از کار سینما کنار ماند.

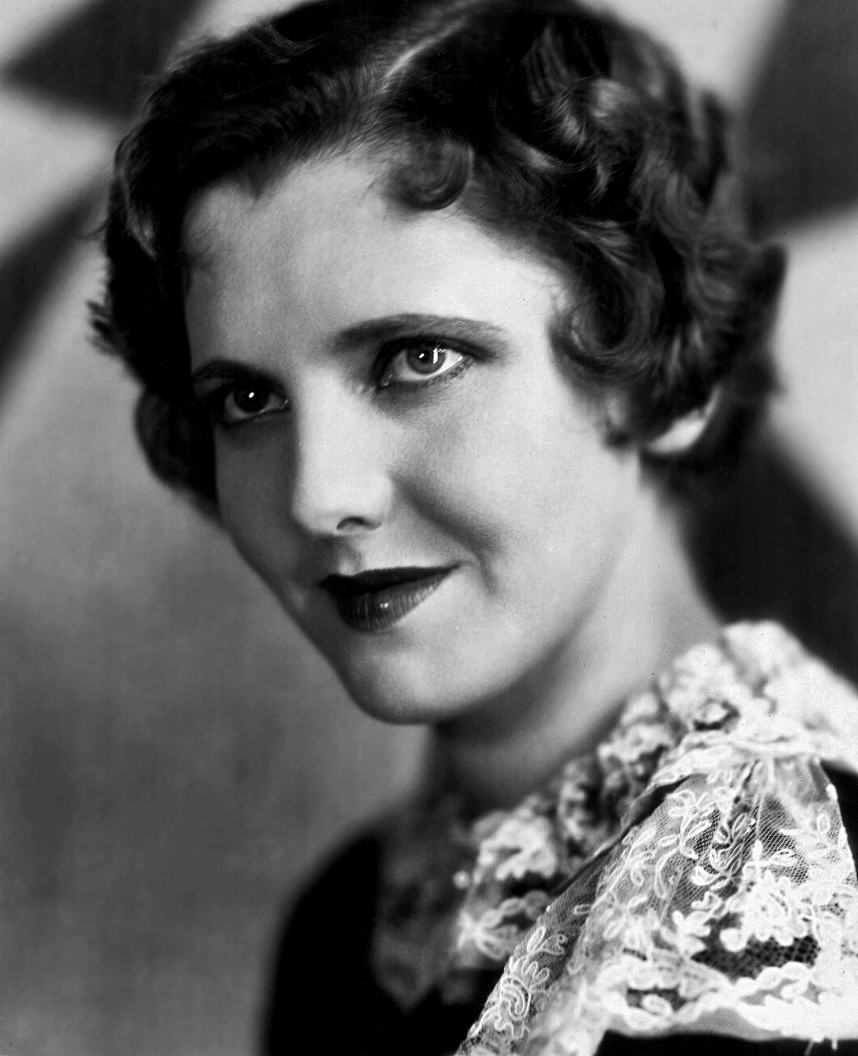

جین آرتور چهره‌ای ظریف و کمابیش ملیح داشت، اما صدای خش دار او با این چهره همخوان نبود و به همین دلیل پس از ظهور فیلم‌های ناطق در سینما، مدتی از فعالیت در سینما کنار گذاشته شد. تا اینکه در نیمه دهه ۱۹۳۰ آرام آرام همین صدا به صورت علامت مشخصه او درآمد.
با فیلم تمام شهر حرف می‌زنند جان فورد به شهرت رسید. او در این فیلم کمدی، نقش دختر احساساتی خوش قلبی را که دم دست است، اما قهرمان مرد متوجه حضورش نمی‌شود، ایفاء کرد و این نقش، شخصیت سینمایی او را در دهه ۱۹۳۰ شکل داد؛ نقشی که مشابه آن را در ۲ فیلم فرانک کاپرا، یعنی آقای دیدز به شهر می‌رود و آقای اسمیت به واشینگتن می‌رود، مقابل گری کوپر و جیمز استوارت ایفا کرد و این کمدی‌های اجتماعی فرانک کاپرا، اوج کار او بود. بازی او در هر ۲ فیلم حیرت‌انگیز است و کاپرا از این تضاد میان صدا و چهره او برای تبیین شخصیت زنی که در جامعه‌ای مردسالار، رفتاری مردانه دارد، به نحو احسن استفاده کرد و همواره از او به عنوان بازیگر زن محبوب من نام می‌برد.

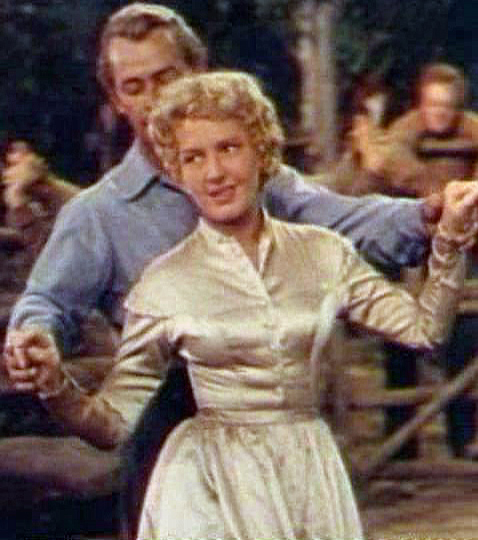
شین (۱۹۵۳)

جین آرتور در شاهکار هوارد هاکس، فقط فرشته‌ها بال دارند، کنار کری گرانت، نیز درخشان بود. او در این فیلم باز هم نقشی مشابه را ایفا کرد، با این تفاوت که گرانت برخلاف کوپر و استوارت، جوانی شهرستانی و ساده دل نبود که تحت تأثیر احساسات پاکش قرار گیرد، بلکه مرد خشن و زن گریزی بود که آرتور تحت تأثیر بی‌تفاوتی اش قرار می‌گیرد.
آرتور در ایفای نقش کالامیتی جین در فیلم دشت‌نشین سیسیل بی. دومیل نیز بسیار موفق بود.
گارسن کانین فیلم‌نامه کمدی عاشقانه هر چه بیشتر، خوشحال تر را برای او نوشت و بازی او در این فیلم سبب شد جرج استیونس او را یکی از بزرگترین کمدین‌های تاریخ سینما بخواند.
در میانه دهه ۱۹۴۰، پس از جنگ و جدالی طولانی با رئیس کلمبیا، هری کان، از قید و بند قراردادش رها شد. با این همه تنها ۲ بار در فیلم‌های سینمایی ایفای نقش‌هایی را به عهده گرفت. برای آخرین بار، در نقش خاطره انگیز همسر ون هفلین در وسترن شین بازی کرد.
جین آرتور در دو فیلم آخرش ماجرای خارجی و شین نیز موفق ظاهر شد.
در ۱۹۵۰ میلادی، برای بازی در نقش اصلی یک اجرای برودوی پیتر پن مورد استقبال بسیار قرار گرفت.
در تلویزیون نیز در سال ۱۹۵۶ شوی جین آرتور را اجرا می‌کرد.
جین آرتور مدتی نیز در واسار و دیگر کالج‌ها تدریس تآتر می‌کرد و گهگاه روی صحنه می‌رفت. برای فیلم هر چه بیشتر، خوشحال تر نامزد دریافت اسکار بهترین بازیگر نقش اول زن شد.
جین آرتور در ۱۹ ژوئن ۱۹۹۱ در کارمل کالیفرنیا در گذشت.

## زندگی خصوصی
جین آرتور در سال ۱۹۲۸ با جولیان انکر ازدواج کرد که پس از یک روز جدا گردید.
در ۱۹۳۲ با فرانک راس، کوچک که تهیه‌کننده و آوازخوان بود، ازدواج کرد.
او در سال ۱۹۴۹ از شوهر دومش، فرانک راس جدا شد.

## فیلم‌شناسی
| سال  | نام فیلم                      | یادداشت                |
| ---- | ----------------------------- | ---------------------- |
| ۱۹۲۳ | یکی دروغ گفت                  | مستند                  |
| ۱۹۲۳ | کامیو کربی                    |                        |
| ۱۹۲۴ | تب بهاری                      | مستند                  |
| ۱۹۲۴ | مورد منفصل از خدمت            | مستند                  |
| ۱۹۲۴ | چشم پر قدرت                   | مستند                  |
| ۱۹۲۴ | شراب جوانی                    | در عنوان بندی نیامده   |
| ۱۹۲۴ | معبد ونوس                     |                        |
| ۱۹۲۴ | سریع و بی‌باک                  |                        |
| ۱۹۲۴ | بیف بنگ بودی                  |                        |
| ۱۹۲۴ | به خانه آوردن ژامبون          |                        |
| ۱۹۲۴ | مسافرت سریع                   |                        |
| ۱۹۲۴ | از عهده کار برآمدن            |                        |
| ۱۹۲۴ | عشق رعدآسا                    |                        |
| ۱۹۲۵ | هفت شانس                      |                        |
| ۱۹۲۵ | لبخند مبارزه                  |                        |
| ۱۹۲۵ | داروخانه گاوچران              |                        |
| ۱۹۲۵ | مأمور اعصاب                   |                        |
| ۱۹۲۵ | رها از اشک                    |                        |
| ۱۹۲۶ | زیر آتش                       |                        |
| ۱۹۲۶ | پلیس گاوچران                  |                        |
| ۱۹۲۶ | جرأت مضاعف                    |                        |
| ۱۹۲۶ | سلام لافایت                   |                        |
| ۱۹۲۶ | سرتاسر رعد                    |                        |
| ۱۹۲۶ | جنگاور مادرزاد جنگاور بالفطره |                        |
| ۱۹۲۶ | بول هشت سیلندری               | مستند                  |
| ۱۹۲۶ | سوار گردباد                   |                        |
| ۱۹۲۶ | پاشنه چرخان                   |                        |
| ۱۹۲۶ | سوار جنجالی                   |                        |
| ۱۹۲۶ | کلاهبردار مبارز               |                        |
| ۱۹۲۶ | حریفان سوارکار                |                        |
| ۱۹۲۶ | کالج بوب                      |                        |
| ۱۹۲۶ | بیل برق آسا                   |                        |
| ۱۹۲۶ | مسابقه دهنده دیوانه           | مستند                  |
| ۱۹۲۷ | موطلایی‌های بزرگتر و بهتر      | مستند                  |
| ۱۹۲۷ | علامت مانع                    |                        |
| ۱۹۲۷ | شکارچیان شوهر                 |                        |
| ۱۹۲۷ | دروازه شکسته                  |                        |
| ۱۹۲۷ | نعل اسب                       |                        |
| ۱۹۲۷ | برنده‌های وحشیگری              |                        |
| ۱۹۲۷ | جوان بیچاره                   |                        |
| ۱۹۲۷ | بخت در پرواز                  |                        |
| ۱۹۲۷ | تهدید با نقاب                 | مجموعه                 |
| ۱۹۲۸ | عشق برادرانه                  |                        |
| ۱۹۲۸ | گل‌های دیواری                  |                        |
| ۱۹۲۸ | آسه بیا، آسه برو              |                        |
| ۱۹۲۸ | گرم شدن                       |                        |
| ۱۹۲۸ | گناهان پدران                  |                        |
| ۱۹۲۹ | پرونده قتل قناری              |                        |
| ۱۹۲۹ | دکتر فو مانچو اسرارآمیز       |                        |
| ۱۹۲۹ | آدم شنبه شب                   |                        |
| ۱۹۲۹ | پرونده قتل گرین               |                        |
| ۱۹۲۹ | نیمه‌راه بهشت                  |                        |
| ۱۹۲۹ | پله‌های شنی                    |                        |
| ۱۹۳۰ | بازگشت دکتر فو مانچو          |                        |
| ۱۹۳۰ | عقاب‌های جوان                  |                        |
| ۱۹۳۰ | خیابان شانس                   |                        |
| ۱۹۳۰ | رکورد دو                      |                        |
| ۱۹۳۰ | رژه پارامونت                  |                        |
| ۱۹۳۰ | چراغ‌های خطر                   |                        |
| ۱۹۳۰ | گروه نقره‌ای                   |                        |
| ۱۹۳۱ | دشمن تبهکاران                 |                        |
| ۱۹۳۱ | راز وکیل                      |                        |
| ۱۹۳۱ | شوهر وفادار                   |                        |
| ۱۹۳۱ | مرد بد سابق                   |                        |
| ۱۹۳۳ | گذشته مری هلمز                |                        |
| ۱۹۳۳ | آن ونوس را بگیر               |                        |
| ۱۹۳۴ | گرداب                         |                        |
| ۱۹۳۴ | گرانبهاترین چیز زندگی         |                        |
| ۱۹۳۴ | پناهگاه‌های دفاعی              |                        |
| ۱۹۳۴ | تمام شهر حرف می‌زنند           |                        |
| ۱۹۳۵ | قهرمان شماره یک مردم          |                        |
| ۱۹۳۵ | تلگراف مهمانی                 |                        |
| ۱۹۳۵ | دایموند جیم                   |                        |
| ۱۹۳۵ | تهدید عمومی                   |                        |
| ۱۹۳۵ | اگر می‌توانی فقط بپز           |                        |
| ۱۹۳۶ | آقای دیدز به شهر می‌رود        |                        |
| ۱۹۳۶ | خانم برافورد سابق             |                        |
| ۱۹۳۶ | ماجرا در منهتن                |                        |
| ۱۹۳۶ | مأمور غیرنظامی                |                        |
| ۱۹۳۶ | بیشتر از یک منشی              |                        |
| ۱۹۳۷ | زندگی آسان                    |                        |
| ۱۹۳۷ | تاریخ شب‌ها ساخته می‌شود        |                        |
| ۱۹۳۷ | دشت نشین                      |                        |
| ۱۹۳۸ | نمی‌توانی این را با خودت ببری  |                        |
| ۱۹۳۹ | فقط فرشتگان بال دارند         |                        |
| ۱۹۳۹ | آقای اسمیت به واشینگتن می‌رود  |                        |
| ۱۹۴۰ | آریزونا                       |                        |
| ۱۹۴۰ | این همه شوهر                  |                        |
| ۱۹۴۱ | شیطان و خانم جونز             |                        |
| ۱۹۴۲ | شهره شهر                      |                        |
| ۱۹۴۳ | هرچه بیشتر، خوشحال‌تر          |                        |
| ۱۹۴۳ | بخت یک بانو                   |                        |
| ۱۹۴۴ | سال‌های بی‌تابی                 |                        |
| ۱۹۴۸ | ماجرای خارجی                  |                        |
| ۱۹۵۳ | شین                           |                        |
| ۱۹۶۵ | دود اسلحه                     | تلویزیونی – یک قسمت    |
| ۱۹۶۶ | نمایش جین آرتور               | تلویزیونی - یازده قسمت |

## مرگ
آرتور به مدت 30 سال در Carmel-by-the-Sea، کالیفرنیا زندگی کرد،  و در 19 ژوئن 1991،  در سن 90 سالگی بر اثر نارسایی قلبی درگذشت .  هیچ مراسم خاکسپاری برگزار نشد.  او سوزانده شد و بقایای او در سواحل پوینت لوبوس ، کالیفرنیا پراکنده شد. 